# パンパシフィック・カッパー佐賀関製錬所

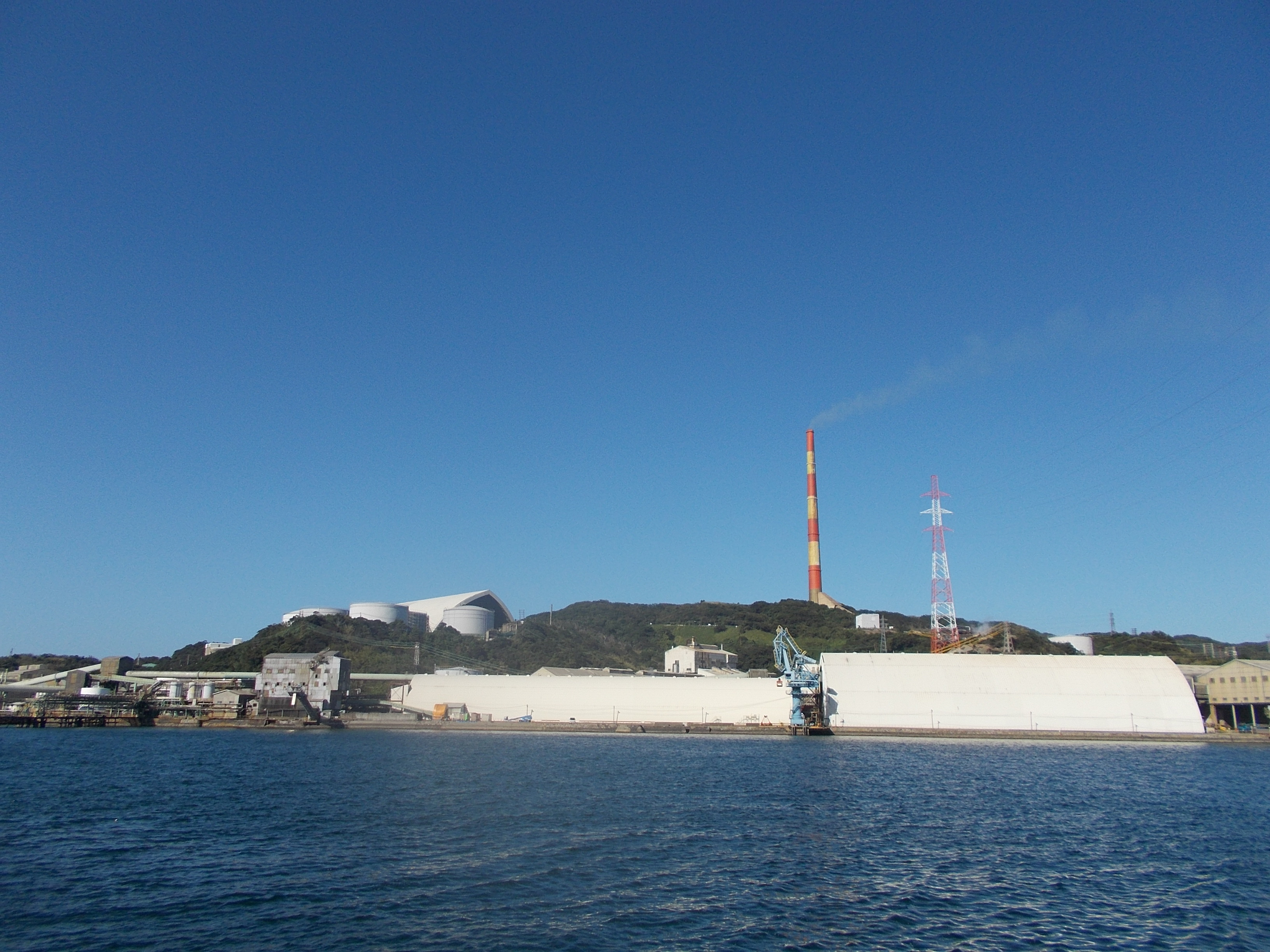
佐賀関製錬所（2019年）

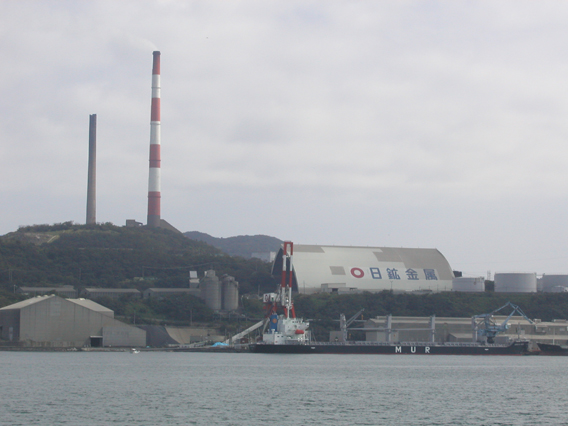
佐賀関製錬所（2005年）
右の赤白の煙突が第二大煙突。左の煙突は解体された第一大煙突。

パンパシフィック・カッパー佐賀関製錬所（パンパシフィック・カッパーさがのせきせいれんじょ）は、大分県大分市大字佐賀関にあるパンパシフィック・カッパー株式会社の製錬所である。

## 概要
明治時代の佐賀関鉱山では銅の製錬が行われていたが、1894年（明治27年）から1895年（明治28年）にかけて煙害により農作物が枯死したことが問題となり、操業が休止された。明治30年代初めに再開が計画されたものの、住民による反対運動が起き、1900年（明治33年）に福岡鉱山監督署が製錬場の設置を不許可とする指令を出したため、再開は実現しなかった。
大正時代に入ると、久原鉱業株式会社（後の日本鉱業）が佐賀関鉱山を買収し、1916年（大正5年）に佐賀関鉱山附属製錬所（後の日本鉱業佐賀関製錬所）を開設した。その際、煙害を防止するために高い煙突を建設することが計画され、高さ167.6m、下部の直径約29m、上部の直径約8mの鉄筋コンクリート構造の第一大煙突が1916年（大正5年）12月に完成。翌1月に操業を開始した。この煙突は完成当時、日立鉱山の大煙突（高さ155.7m）を抜き、世界一の高さを誇ったものの、約1年後の1917年（大正6年）11月には米国ワシントン州の製錬所の煙突（高さ174m）に抜かれることとなった。しかし、その後も「東洋一の大煙突」、「関の大煙突」と呼ばれ長らく佐賀関地区のシンボルとして親しまれた。
1972年（昭和47年）には、高さ約200mの第二大煙突が完成し、2本の煙突が並び立った。
佐賀関製錬所は、1992年（平成4年）11月に、日本鉱業が設立した日鉱金属に譲渡された。2006年（平成18年）には日鉱金属と三井金属鉱業が共同で設立したパンパシフィック・カッパーの子会社の日鉱製錬に継承され、2010年（平成22年）4月1日にパンパシフィック・カッパーが日鉱製錬を吸収合併したことにより、パンパシフィック・カッパー佐賀関製錬所となった。
2012年（平成24年）9月、建設から100年近くが過ぎ老朽化が進んでいた第一大煙突について、崩壊の危険もあることから、解体・撤去を行うことが公表された。解体工事は同年10月から行われ、2013年（平成25年）5月末に完工した。跡地には、記念として高さ1.5m部分までが残されている。解体後には第二大煙突に排煙機能が集約され、製錬所の操業は続けられている。